# Хольм, Эмиль
Эмиль Альфонс Хольм (швед. Emil Alfons Holm; род. 13 мая 2000, Кунгсбакка, Халланд) — шведский футболист, защитник клуба «Болонья» и национальной сборной Швеции.

## Клубная карьера
Является воспитанником клуба «Аннеберг». В 12-летнем возрасте перешёл в академию «Гётеборга». Перед сезоном 2019 года подписал свой первый профессиональный контракт с клубом и был переведён в основную команду. 29 июня 2019 года в игре с «Эстерсундом» Хольм дебютировал в чемпионате Швеции, заменив на 80-й минуте Робина Сёдера. В 2020 году вместе с командой дошёл до финала кубка страны. В решающем матче с «Мальмё», состоявшемся 30 июля, вышел на замену в конце второго тайма. Основное время матча завершилось вничью 1:1, а в дополнительное время «Гётеборг» сумел забить гол, в результате чего обыграл соперника и завоевал трофей.
27 января 2021 года перешёл в датский «Сённерйюск», подписав контракт на пять лет. 7 февраля провёл первый матч в Суперлиге против «Вайле». Весной того же года вместе с командой вышел в финал кубка Дании, где «Сённерйюск» был разгромлен «Раннерсом».
27 августа 2021 года стал игроком итальянской «Специи», но на правах аренды на сезон остался в «Сённерйюске». Летом 2022 года вернулся в итальянский клуб, за который дебютировал в Серии A 14 августа в матче первого тура с «Эмполи»

## Карьера в сборной
Выступал за юношескую сборную Швеции. В июне 2021 года в товарищеской игре с Финляндией дебютировал за молодёжную сборную, появившись на поле в стартовом составе и отыграв первый тайм. 9 июня 2022 года в отборочном матче чемпионата Европы с итальянцами получил красную карточку в концовке встречи.
В ноябре 2022 года впервые вызван в национальную сборную Швеции на товарищеские матчи с Мексикой и Алжиром. 16 ноября в игре с мексиканцами Хольм дебютировал за сборную, появившись на поле с первых минут.

## Достижения
Гётеборг
- Обладатель кубка Швеции: 2019/20

Сённерйюск
- Финалист кубка Дании: 2020/21

«Болонья»
- Обладатель Кубка Италии: 2024/25

## Клубная статистика
| Выступление      | Выступление      | Выступление      | Лига | Лига | Кубки | Кубки | Конт. кубки | Конт. кубки | Итого | Итого |
| Клуб             | Лига             | Сезон            | Игры | Голы | Игры  | Голы  | Игры        | Голы        | Игры  | Голы  |
| ---------------- | ---------------- | ---------------- | ---- | ---- | ----- | ----- | ----------- | ----------- | ----- | ----- |
| Гётеборг         | Алльсвенскан     | 2019             | 11   | 0    | 1     | 0     | 0           | 0           | 12    | 0     |
| Гётеборг         | Алльсвенскан     | 2020             | 26   | 2    | 4     | 0     | 1           | 0           | 31    | 2     |
| Гётеборг         | Итого            | Итого            | 37   | 2    | 5     | 0     | 1           | 0           | 43    | 2     |
| Сённерйюск       | Суперлига        | 2020/21          | 14   | 3    | 4     | 2     | 0           | 0           | 18    | 5     |
| Сённерйюск       | Суперлига        | 2021/22          | 25   | 3    | 1     | 0     | 0           | 0           | 26    | 3     |
| Сённерйюск       | Итого            | Итого            | 39   | 6    | 5     | 2     | 0           | 0           | 44    | 8     |
| Специя           | Серия A          | 2022/23          | 14   | 1    | 2     | 0     | 0           | 0           | 16    | 1     |
| Специя           | Итого            | Итого            | 14   | 1    | 2     | 0     | 0           | 0           | 16    | 1     |
| Всего за карьеру | Всего за карьеру | Всего за карьеру | 90   | 9    | 12    | 2     | 1           | 0           | 103   | 11    |

## Статистика в сборной
| Матчи и голы Эмиля Хольма за национальную сборную Швеции | Матчи и голы Эмиля Хольма за национальную сборную Швеции | Матчи и голы Эмиля Хольма за национальную сборную Швеции | Матчи и голы Эмиля Хольма за национальную сборную Швеции | Матчи и голы Эмиля Хольма за национальную сборную Швеции | Матчи и голы Эмиля Хольма за национальную сборную Швеции |
| №                                                        | Дата                                                     | Оппонент                                                 | Счёт                                                     | Голы                                                     | Соревнование                                             |
| -------------------------------------------------------- | -------------------------------------------------------- | -------------------------------------------------------- | -------------------------------------------------------- | -------------------------------------------------------- | -------------------------------------------------------- |
| 1                                                        | 16 ноября 2022                                           | Мексика                                                  | 2:1                                                      | 0                                                        | Товарищеский матч                                        |
| 2                                                        | 19 ноября 2022                                           | Алжир                                                    | 2:0                                                      | 0                                                        | Товарищеский матч                                        |

Итого:2 матча и 0 голов; 2 победы, 0 ничьих, 0 поражений.